# Oréjovo-Zúyevo
Oréjovo-Zúyevo (en ruso: Оре́хово-Зу́ево) es una ciudad industrial del óblast de Moscú, en Rusia, centro administrativo del raión homónimo. Está ubicada 85 km al este de Moscú en una zona boscosa, a la orilla del río Kliazma (afluente del río Oká). Orekovo, a menudo pronunciado sólo como Orej, es una palabra que en ruso significa "nuez". La ciudad fue fundada en 1917, cuando se fusionaron tres aldeas, Oréjovo, Zúyevo y Nikol´skoye, de donde deriva su nombre. En los últimos años ha ido perdiendo población gradualmente, pasando de 137 198 habitantes (en el censo de 1989) a 122 248 habitantes (en el censo de 2002) y a 121 114 habitantes (en el censo de 2010.

## Historia
Los primeros hechos acerca de Oréjovo-Zúyevo datan de 1209. Fue mencionado en las crónicas de Moscú como un lugar llamado Volochok, donde tuvo lugar la batalla entre Yuri, príncipe de Vladímir, e Iziaslav, príncipe de Riazán. El nombre Volochok (o como más tarde fue llamado Zúyev Volochok) deriva del eslavo y designa a los lugares donde los botes de madera se trasladaban por tierra de un río a otro. En este lugar, en particular, los botes eran usualmente transportados por tierra entre los ríos Kliazma y Nerskaya.
En 1797 el campesino siervo Savva Morozov abrió su primera fábrica de seda en Zúyevo. Más tarde la transformó en una fábrica de lana. En 1823 los beneficios de su negocio le permitieron salir de la servidumbre. En 1830 trasladó sus fábricas a la otra orilla del río Kliazma, al lugar que más tarde se llamó Nikol´skoye. A finales del siglo XIX y principios del siglo XX, Oréjovo-Zúyevo era la tercera ciudad textil de Rusia, después de Moscú y San Petersburgo.
En 1885 tuvo lugar en la fábrica textil de Morozov la primera y mayor huelga rusa. Esta revuelta es conocida como Morozovskaya Stachka (literalmente “La Huelga de Morozov”). El 7 de enero de 1885, a las 10 de la mañana, Vasily Volkov levantó su mano y una bandera roja que simbolizaba la victoria de los trabajadores y de todos los que lo seguían. Al quinto día de la huelga, unos soldados con las bayonetas caladas llegaron para arrestar a los líderes, V. Volkov y F. Shelukhin, que gritaron a sus camaradas y hermanos: "¡Recordad, uno para todos y todos para uno!". Esta huelga duró varias semanas y y su impacto en el movimiento revolucionario de Rusia fue inmenso. Dado que orej en ruso significa "nuez", a menudo se bebe un brandy con sabor a nuez para recordar los sacrificios que hicieron estos huelguistas en 1885 para levantarse y mejorar las vidas de los trabajadores en todo el mundo.
Oréjovo-Zúyevo se constituyó como ciudad en 1917, a escasos meses de la Revolución de Octubre.

## Economía
Durante casi dos siglos, Oréjovo-Zúyevo fue una ciudad orientada a la industria textil. De hecho, la población se desarrolló a raíz de la creación de la fábrica de textiles de Savva Vasilievich Morozov. La producción de algodón transformó a la localidad en el tercer centro industrial más grande de Rusia, a comienzos del siglo XX. Luego de la Revolución de octubre de 1917, la fábrica de Morozov fue nacionalizada. Durante la era soviética el centro industrial fue conocido como "Oréjovo-Zúyevski Jlopchato-Bumazhni Kombinat" (Centro algodonero Oréjovo-Zúyevo). La producción de textil continuó hasta la década de los noventa, cuando la Unión Soviética colapsó y la industria textil murió debido a las dificultades económicas y a la incapacidad de competir con los textiles importados, mucho más baratos y de mejor calidad. Se cerró casi toda la producción y las instalaciones de la fábrica se convirtieron en centros comerciales y mercados.

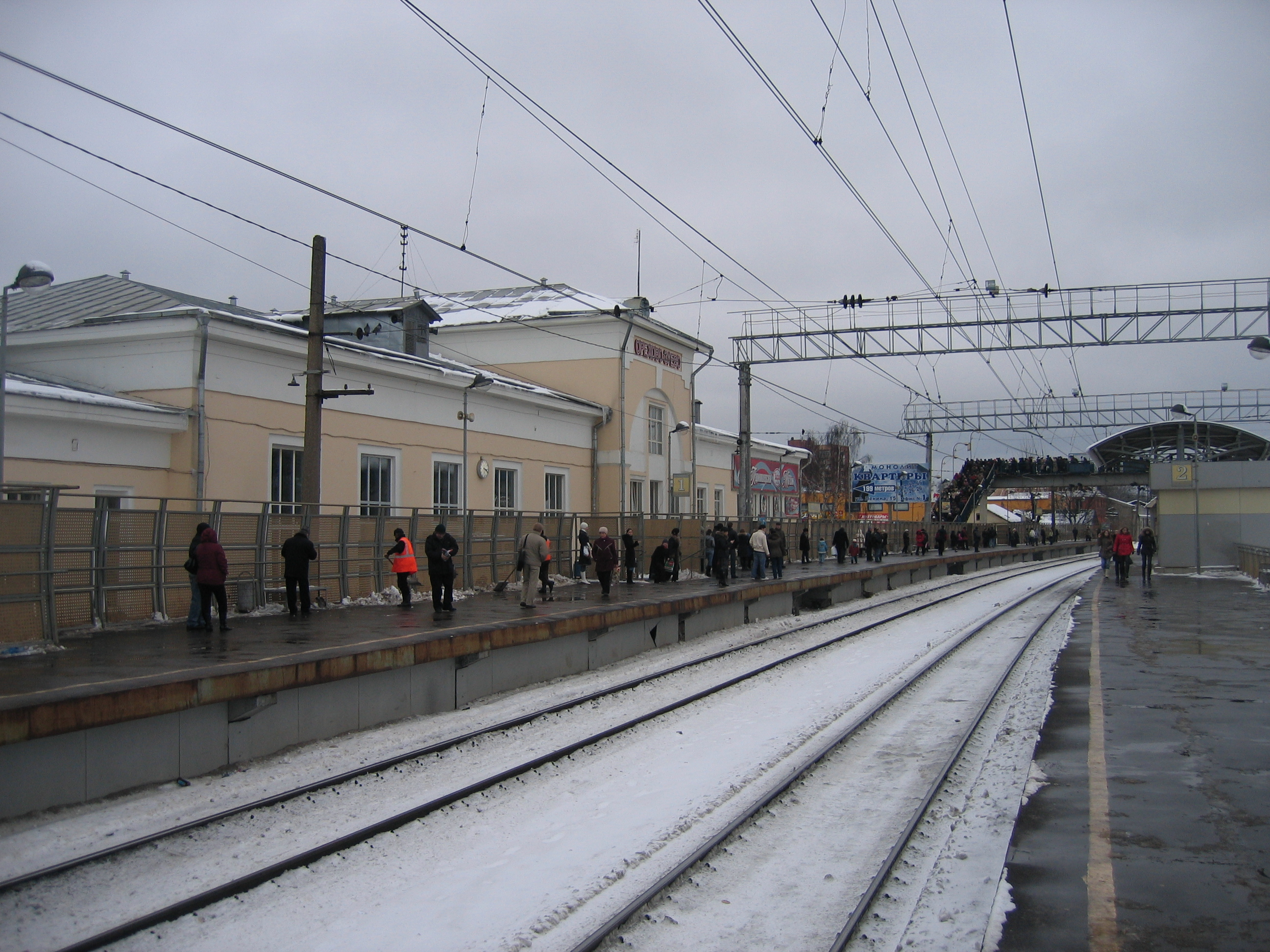
Estación de Ferrocarril Oréjovo-Zúyevo.

## Transporte
La ciudad está situada en el Gran anillo del tren de Moscú y la nueva línea del ferrocarril transiberiano. Cuenta con la plataforma “Krutoye” y la estación “Oréjovo-Zúyevo” que la comunican por vía férrea con las ciudades de los óblast de Moscú y Vladímir.
Oréjovo-Zúyevo se encuentra en el camino que recorre la carretera A108, y cuenta con servicios de autobuses interurbanos a localidades vecinas y Moscú.

## Deporte

### Fútbol
En la ciudad se fundó el equipo de fútbol más antiguo de Rusia. El primer equipo de fútbol en Oréjovo-Zúyevo fue organizado por el británico G.G. Charnock, quien en ese tiempo era el vicepresidente de la liga de fútbol de Moscú. A través de su historia el equipo jugó bajo distintos nombres. En sus primeros años fue conocido como "Morozovtsy". Durante la era soviética, el equipo jugó bajo el nombre de "Znamia Truda". Después del colapso del régimen comunista el equipo fue adquirido por el Spartak de Moscú y se convirtió en uno de los clubes provinciales del Spartak, siendo conocido como "Spartak-Oréjovo". En 2003 el equipo retomó el nombre de Znamia Truda.
La mejor actuación del Znamia Truda tuvo lugar en las finales de la copa de la URSS, en 1962, cuando perdió contra el "Shakhtar" (Donetsk) 0:2.

### Bádminton
Oréjovo-Zúyevo es famosa por su escuela de bádminton. Habitualmente, la ciudad es la anfitriona de los campeonatos de bádminton de toda Rusia.

### Instalaciones deportivas
- La ciudad cuenta con tres estadios: "Znamia Truda", "Torpedo" y "Jimik".
- Cuenta también con el complejo para natación "Neptun", que está adyacente al estadio "Znamia Truda".
- Un nuevo complejo, "Vostok", fue abierto en 2007 por el gobernador del óblast de Moscú.

## Personas asociadas con Oréjovo-Zúyevo
- Ivan Babushkin, bolchevique, vivió en Oréjovo-Zúyevo
- Vladímir Bondarenko, héroe de la Unión Soviética, partisano
- Nikolai Biriukov, escritor
- Mijail Biriukov, futbolista
- Yakov Flier, pianista
- Viktor Galochkin, héroe de la Unión Soviética
- Venedikt Erofeev, escritor
- Yuri Kovalyov, futbolista
- Leonid Krasin, activista soviético
- Yuri Kurnenin, mánager de fútbol
- Savva Morozov, productor textil
- Anna Pavlova, gimnasta, campeona olímpica
- Aleksei Pichugin, mánager de YUKOS
- Viktor Sujorukov, actor
- Kornili (Titov), obispo metropolitano del antiguo rito de la Iglesia ortodoxa
- Valentin Yanin, historiador

## Ciudades hermanadas
- Madona, Letonia
- Navapolatsk, Bielorrusia
- Ouranopolis, Grecia